# Melodorum leichhardtii

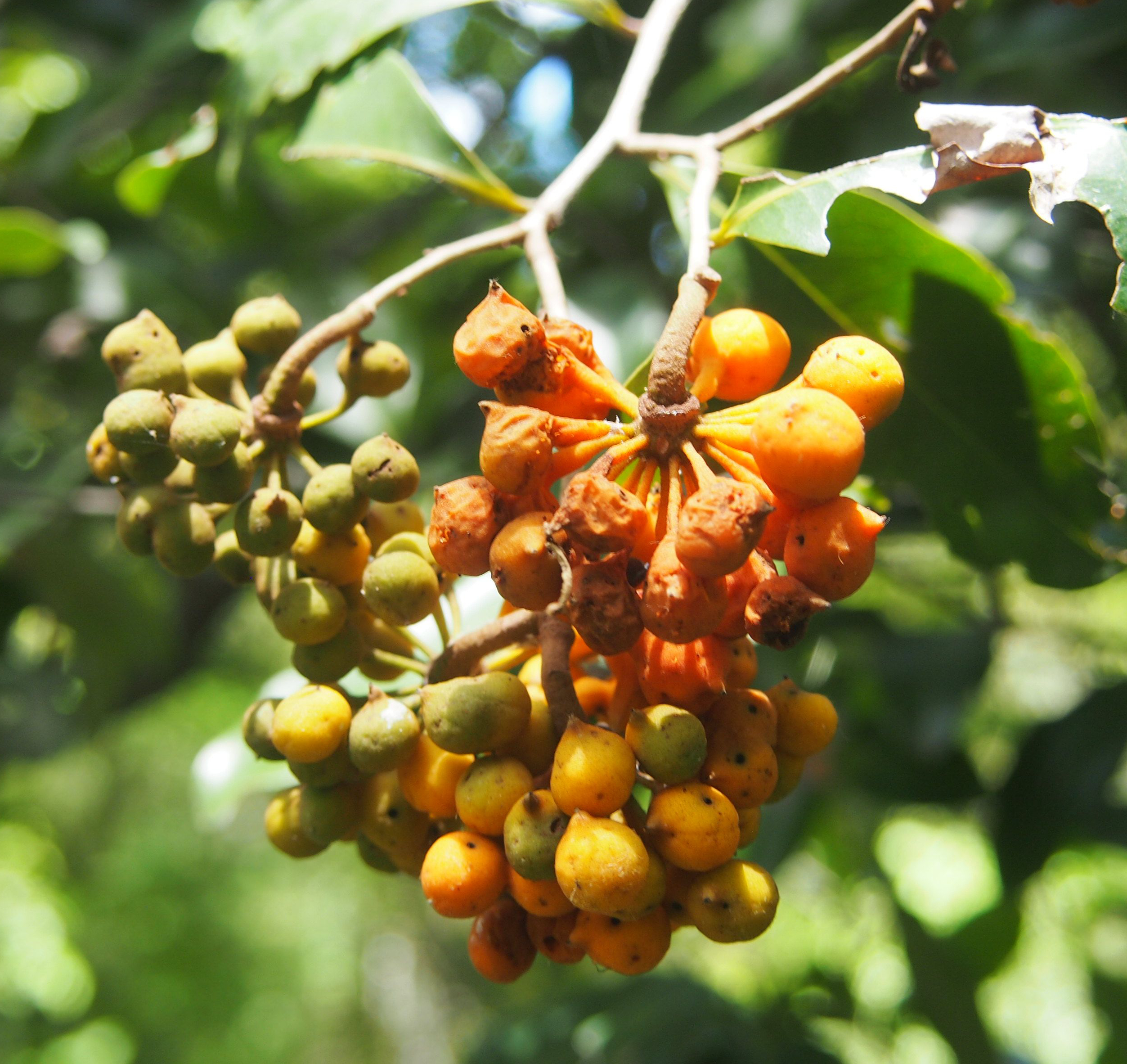
Früchte

Melodorum leichhardtii ist eine Pflanzenart in der Familie der Annonengewächse aus dem nördlichen bis nordöstlichen und östlichen Australien bis nach Papua-Neuguinea.

## Beschreibung
Melodorum leichhardtii wächst als kletternder, immergrüner Strauch. Die Stämme können bis 9 Zentimeter dick werden und sich bis in die Kronen anderer Bäume hinaufwinden.
Die einfachen, kurz gestielten, ledrigen und fast kahlen Laubblätter sind wechselständig. Sie sind oberseits dunkelgrün, glänzend und unterseits heller, eiförmig bis eilanzettlich oder länglich bis verkehrt-eilanzettlich, ganzrandig und rundspitzig bis spitz, seltener abgerundet oder eingebuchtet. Sie sind bis 10–15 Zentimeter lang und bis 4–6 Zentimeter breit.
Die orange-gelben, gestielten und zwittrigen Blüten mit doppelter Blütenhülle erscheinen meist einzeln und end- oder blattgegenständig. Es sind 3 kleine, knapp verwachsene und feinhaarige Kelchblätter ausgebildet. Es sind 6 fleischige, dickliche, klappige und eiförmige, außen gekielte, bespitzte, feinhaarige, etwa 1,5–2 Zentimeter lange Petalen in zwei Kreise vorhanden, die inneren sind etwas kleiner. Es sind viele (150) kurze, genäherte Staubblätter, die ring-, kissenförmig zusammenstehen und viele (20) oberständige, etwas längere Stempel in der Mitte vorhanden.
Es werden kleine, orange und fast kahle, öfters kurz bespitzte Früchte, Beeren gebildet die zu mehreren zusammenstehen. Die gestielten Früchte sind meist einzeln, rundlich, einsamig und etwa 1–1,3 Zentimeter groß oder erscheinen auch in Sammelfrüchten zu zweit verwachsen und seltener länglich oder perlschnurförmig mit mehreren, bis zu vier.
Die Chromosomenzahl beträgt 2n = 16.

## Verwendung
Die säuerlichen Früchte mit angenehmem Geschmack sind essbar.